# سیارک ۲۸۷۲
سیارک ۲۸۷۲ (به انگلیسی: 2872 Gentelec، نامگذاری:1981RU) دو هزار و هشتصد و هفتاد و دومین سیارک کشف شده‌است که در ۵ سپتامبر ۱۹۸۱ کشف شد.
قدر مطلق سیارک برابر ۱۲٫۴۰ است.